# 愛媛県を舞台とした作品一覧
愛媛県を舞台とした作品一覧（えひめけんをぶたいとしたさくひんいちらん）では、愛媛県内をモチーフあるいはロケーション撮影地にした小説、映画、テレビドラマ等を記述する。

## 文芸・小説
- 愛の伊予灘ものがたり（西村京太郎）
- 明日に架ける道（川崎草志）
- アトミックボックス（池澤夏樹）
- 伊庭貞剛物語（木本正次）
- 入らずの森（宇佐美まこと）
- 薄化粧（西村望）
- 海と女と鎧 瀬戸内のジャンヌ・ダルク（三島安精）
- 海と風と虹（海音寺潮五郎）
- 永遠の仔（天童荒太）
- 思い出の記（徳富虚花）
- 大番（獅子文六）
- 影の複合（津村秀介）
- 加藤嘉明（近衛龍春）
- がんばっていきまっしょい（敷村良子）
- きみの知らないところで世界は動く（片山恭一）
- 軽王子と衣通姫（三島由紀夫）
- 昨日の海は（近藤史恵）
- 草の陰刻（松本清張）
- 下天を謀る（安部龍太郎）
- 源氏物語
- 子どもの一生（中島らも）
- 坂の上の雲（司馬遼太郎）
- 四国宇和島殺人事件（木谷恭介）
- 四国情死行（西村京太郎）
- 四国松山殺人事件（木谷恭介）
- しまなみ海道殺人旅行（斎藤栄）
- しまなみ海道 沈黙の殺人（大野優凛子）
- しまなみ幻想（内田康夫）
- 新吾十番勝負（川口松太郎）
- 瀬戸内道後殺人事件（吉村達也）
- 空貝 村海水軍の神姫（赤神涼）
- 大将（柴田錬三郎）
- 退魔戦記（豊田有恒）
- 伊達の黒船（司馬遼太郎）
- 旅の重さ（素九鬼子）
- ダウンタウン・ヒーローズ（早坂暁）
- 地の星（宮本輝）
- 追懐の街 君がいた町（長束直弥）
- つる姫（阿久根治子）
- 伝説シリーズ（西尾維新）
- てんやわんや（獅子文六）
- 闘牛 (小説)（井上靖）
- 道後温泉・石鎚山殺人事件（梓林太郎）
- 道後温泉 湯築屋シリーズ（田井ノエル）
- 藤堂高虎（村上元三）
- 十津川警部海の見える駅愛のある伊予灘線（西村京太郎）
- 十津川警部湯煙の殺意（西村京太郎）「道後温泉で死んだ女」
- 十津川警部 予土線に殺意が走る（西村京太郎）
- 特急しおかぜ殺人事件（西村京太郎）
- トップスチュワーデス物語（深田祐介）
- 取り換え子（大江健三郎）
- 中江籐樹（童門冬二）
- 懐かしい年への手紙（大江健三郎）
- なつかしい眼をした女（椎名誠）
- 夏目漱石（大森光章）
- 南国紗（丹羽文雄）
- 二十三年（山本周五郎）
- 秀吉と武吉（城山三郎）
- ふぉん・しぃぼるとの娘（吉村昭）
- 別子太平記（井川香四郎）
- 謀殺の四国ルート（西村京太郎）
- 坊つちやん（夏目漱石）
- 坊っちゃん殺人事件（内田康夫）
- 松山城の石垣（南条範夫）
- 松山着18時15分の死者（津村秀介）
- 松山・道後十七文字の殺人（西村京太郎）
- 万葉集
- 南風吹く（森谷明子）
- 村上海賊の娘（和田竜）
- 名犬ルパンと坊っちゃん（辻真先）
- 蓮如伝説殺人事件（木谷恭介）
- 忘れえぬ人々（国木田独歩）

### 随筆・紀行
- おはなはん（林謙一）
- 街道をゆく14（司馬遼太郎）
- 日本百名山（深田久弥）
- 花の百名山（田中澄江）
- ボクは坊さん。

## テレビドラマ
- 浅見光彦シリーズ (TBSのテレビドラマ) 第16作『坊っちゃん殺人事件』
- 浅見光彦シリーズ (フジテレビのテレビドラマ) 第18作『しまなみ幻想－愛媛・今治殺人事件－』
- 雨の日の訪問者
- オカンは俺より野球が好き
- おはなはん
- 温泉女将ふたりの事件簿（第1作）
- 温泉若おかみの殺人推理（第12作）
- 花神
- がんばっていきまっしょい
- きみの知らないところで世界は動く
- 婚約旅行
- 坂の上の雲
- 実録 福田和子
- 鶴姫伝奇 -興亡瀬戸内水軍-
- 東京警備指令 ザ・ガードマン第312話（女と男のズッコケ自動車レース）
- 東京ラブストーリー
- 西村京太郎サスペンス 十津川警部シリーズ (渡瀬恒彦) 第29作『松山・道後十七文字の殺人』
- 花へんろ
- 百年の計、我にあり
- 坊つちやん
- 松本清張三回忌特別企画『草の陰刻』

## 映画
- 赤い橋のある町で
- 薄化粧
- 生まれては消え
- 海すずめ
- 海にしゃぼん玉飛んで
- 男はつらいよ 寅次郎と殿様
- 女の子ものがたり
- 仮面ライダーV3対デストロン怪人
- がんばっていきまっしょい
- 喜劇団体列車
- 恋は五・七・五!
- 恋町ものがたり
- ことばのおくりもの
- サラリーマン清水港
- 食堂ゆすかわ
- 書道ガールズ!! わたしたちの甲子園
- 世界の中心で、愛を叫ぶ
- 瀬戸内海賊物語
- ソローキンの見た桜
- ダウンタウン・ヒーローズ
- ディストラクション・ベイビーズ
- てんやわんや
- トラック野郎・天下御免
- 南海の狼火
- ひとひらの夢
- 秘密戦隊ゴレンジャー 爆弾ハリケーン
- 仮面ライダーV3対デストロン怪人
- ふたつの昨日と僕の未来
- 船を降りたら彼女の島
- ぼくのおばあちゃん
- ボクは坊さん。
- 未来へのかたち
- ロード88
- 潔く柔く

## 漫画
- アオアシ
- 碧のミレニアム
- アパッチ野球軍
- ORANGE
- 銀牙 -流れ星 銀-
- 五時間目の戦争
- ドカベン スーパースターズ編
- ナツメキッ!!
- 日露戦争物語
- 猫も、オンダケ
- 舞HiME
- マネーフットボール
- 放課後ミンコフスキー

## テレビアニメ
- アパッチ野球軍
- 銀牙 -流れ星 銀-
- 猫も、オンダケ
- 舞HiME
- マッツとヤンマとモブリさん

## 音楽
- 伊予の女
- 佐田岬
- つかざくら
- 肱川あらし
- 100年後僕らは大洲より
- 松山しぐれ
- みかんのうた
- 夜明けのブルース

## 演劇・芝居
- 君の瞳もっと輝け
- 坊っちゃん

## ラジオドラマ
- おじいのヒジのヒジボタル
- 昨日の海は
- 砂浜クラブ
- 青春快進撃号
- どこかで家族
- 問わず語り
- ひとつきの楽園
- 松山捕虜収容所外伝～ソローキンの見た桜
- よろしくチャンポン係長